# Vivre, mourir, renaître
Vivre, mourir, renaître je francouzský hraný film z roku 2024, který režíroval Gaël Morel podle vlastního scénáře. Snímek měl světovou premiéru na filmovém festivalu v Cannes dne 23. května 2024.

## Děj
Příběh se odehrává v 90. letech v Paříži. Emma a Sammy se se svým prvním dítětem nastěhují do nového bytu. S touto dvojicí se setkává fotograf Cyril, který má ve stejné budově temnou komoru. Mezi muži vznikne přátelství, které se časem změní v lásku. Jednoho dne se Cyril přizná svému milenci, že je HIV pozitivní a léčí se.

## Obsazení
| Victor Belmondo  | Cyril  |
| Lou Lampros      | Emma   |
| Théo Christine   | Sammy  |
| Elli Medeiros    | Albane |
| Sophie Guillemin | Myriam |
| Stéphane Rideau  | Daniel |
| Amanda Lear      | Leolia |

## Ocenění
- Filmový festival v Cannes: nominace na Queer Palm
- Festival francouzsky mluvících filmů v Angoulême: uveden v sekci předpremiéry